# Wilson Aragón
Wilson Melecio Aragón Ponce (San Pablo, Canchis, 2 de julio de 1947 - Lima, 18 de abril de 2025) fue un empresario y político peruano, reconocido por ser el fundador de la empresa textil Santa Catalina S.A., fabricante de las «frazadas tigre». En el ámbito político fue líder del partido Perú Moderno hasta su fallecimiento.

## Biografía
Nacido en Cusco en 1947, se formó como ingeniero industrial y posteriormente dirigió por décadas la fábrica de tejidos Santa Catalina S.A., conocida por la producción y comercialización de las frazadas Tigre. La familia Aragón ha sido distribuidora exclusiva de estos productos desde 1992, luego de que la fábrica pasara por un proceso de cooperativización durante el gobierno de Juan Velasco Alvarado.
Estas frazadas alcanzaron amplia distribución en el mercado nacional, con mayor demanda durante los meses de invierno. Bajo su gestión, la empresa mantuvo operaciones en el Perú dedicadas a la fabricación de productos textiles.

## Carrera política
Aragón incursionó en la política  como candidato a la alcaldía de Lima en las elecciones municipales de 2006 por el partido Renacimiento Andino, aunque no logró el cargo. En 2023 fundó el partido Perú Moderno, después de dos intentos fallidos de inscripción entre 2005-2008 y 2021-2022.
Perú Moderno atrajo figuras como la exprocuradora Julia Príncipe y al empresario Carlos Añaños, fundador del Grupo AJE, quien se afilió en junio de 2024 como precandidato presidencial. Sin embargo, tensiones internas por el control de candidaturas y desacuerdos financieros llevaron a la salida de Añaños tres meses después. Según medios, la designación de Príncipe para supervisar candidatos generó roces con Aragón, quien insistía en imponer a colaboradores cercanos. Perú Moderno estuvo involucrado en el escándalo de falsificación de firmas y afiliaciones indebidas, en 2025, siendo el partido político con más irregularidades reportadas.
Falleció el 18 de abril de 2025. Su partido, Perú Moderno confirmó la noticia mediante un comunicado en redes sociales.